# 瀧澤又市
瀧澤 又市（たきざわ またいち、1868年〈明治元年9月〉 - 1937年〈昭和12年〉）は、日本の教育者。長野県出身。

## 経歴
- 1892年（明治25年）東京帝国大学文科大学史学科選科を卒業。同年新潟県尋常中学校（現：新潟県立新潟高等学校）での生徒教育に嘱託。翌年に地理・歴史教科の教諭に任じられる[1]。この時期に地理科目の教科書を執筆。
- 1897年（明治30年）東京府尋常中学校（現：東京都立日比谷高等学校）の教諭に嘱託[1]。
- 1901年（明治34年）東京府立第三中学校（現：東京都立両国高等学校）に転任[1]。この時の校長八田三喜の下で、旧制中学校歴史科目用教科書の執筆や学習教材の製作等に尽力し[2]、従七位に叙せられる[1]。
- 1905年（明治38年）福井県立大野中学校（現：福井県立大野高等学校）に校長として栄転する[1]。のち福井県立武生中学校（現：福井県立武生高等学校）の校長に赴任[1]。
- 1914年（大正3年）1月7日 - 新規開校の神奈川県立第二横浜中学（現：神奈川県立横浜翠嵐高等学校）に初代校長として就任[3]。1931年9月18日までの17年余りにわたって在職。のちに従六位勲六等に叙せられる[1]。

## 人物
翠嵐高校の自由な校風として「大平凡主義」というものを掲げていた。

## 著書
- 河村寛二 校閲『大日本新撰地圖教科書 : 全』出版社：櫻井産作（櫻井書店出版）1895年2月、1897年1月 訂正第4版[4]
- 『中等西洋歴史』啓成社、前川書店 発売、1904年明治37年10月24日、[5][6]
  - 改訂8版、1915年大正4年1月17日、文部省檢定濟 中學校歴史科用[7]
- 『中等東洋歴史』啓成社、前川書店 発売、1905年明治38年11月15日、1906年明治39年2月5日文部省檢定濟[8][9]
  - 改訂版、1911年明治44年3月3日文部省檢定濟 中學校歴史科用
  - 改正11版、1913年大正2年1月25日、文部省檢定濟 中學校歴史科用[10]
- 『中等東洋歴史參照附圖 : 全』啓成社、前川書店 発売、1906年明治39年2月10日[11]
- 『中等西洋歴史参照附圖 : 全』啓成社、前川書店 発売、1906年明治39年3月
- 『我子の入学 - 入学難を救ふみち 母性讀本 第5』文化生活研究会、1926年昭和元年12月27日[12]
- 『学校と家庭 - 学生子弟愛護のみち 母性読本 第8』文化生活研究会、1927年昭和2年11月18日[13]